# Louis François Roubillac
Louis François Roubiliac ou Roubillac, né le 31 août 1702 à Lyon et mort le 11 janvier 1762 à Londres, est un sculpteur français d'origine lyonnaise, qui a réalisé une grande partie de son travail en Grande-Bretagne.

## Biographie

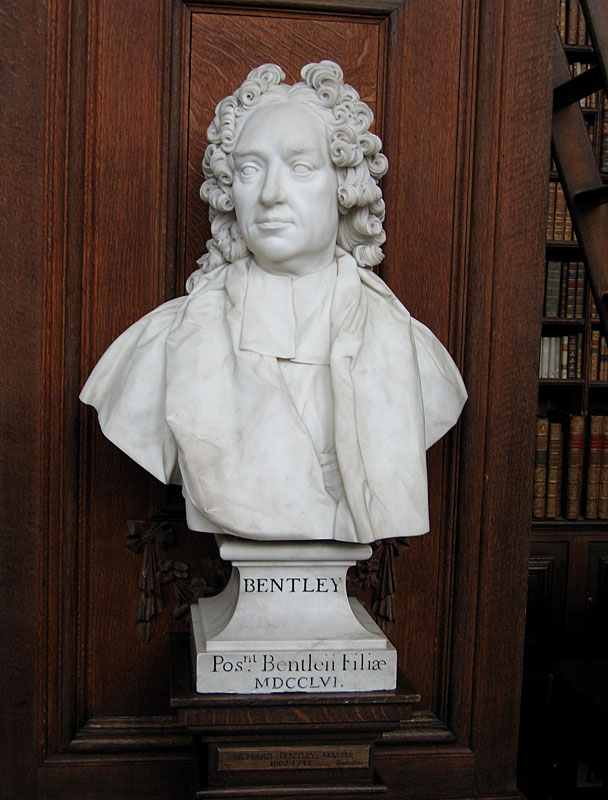
Buste de Richard Bentley, marbre, Trinity College (Cambridge).

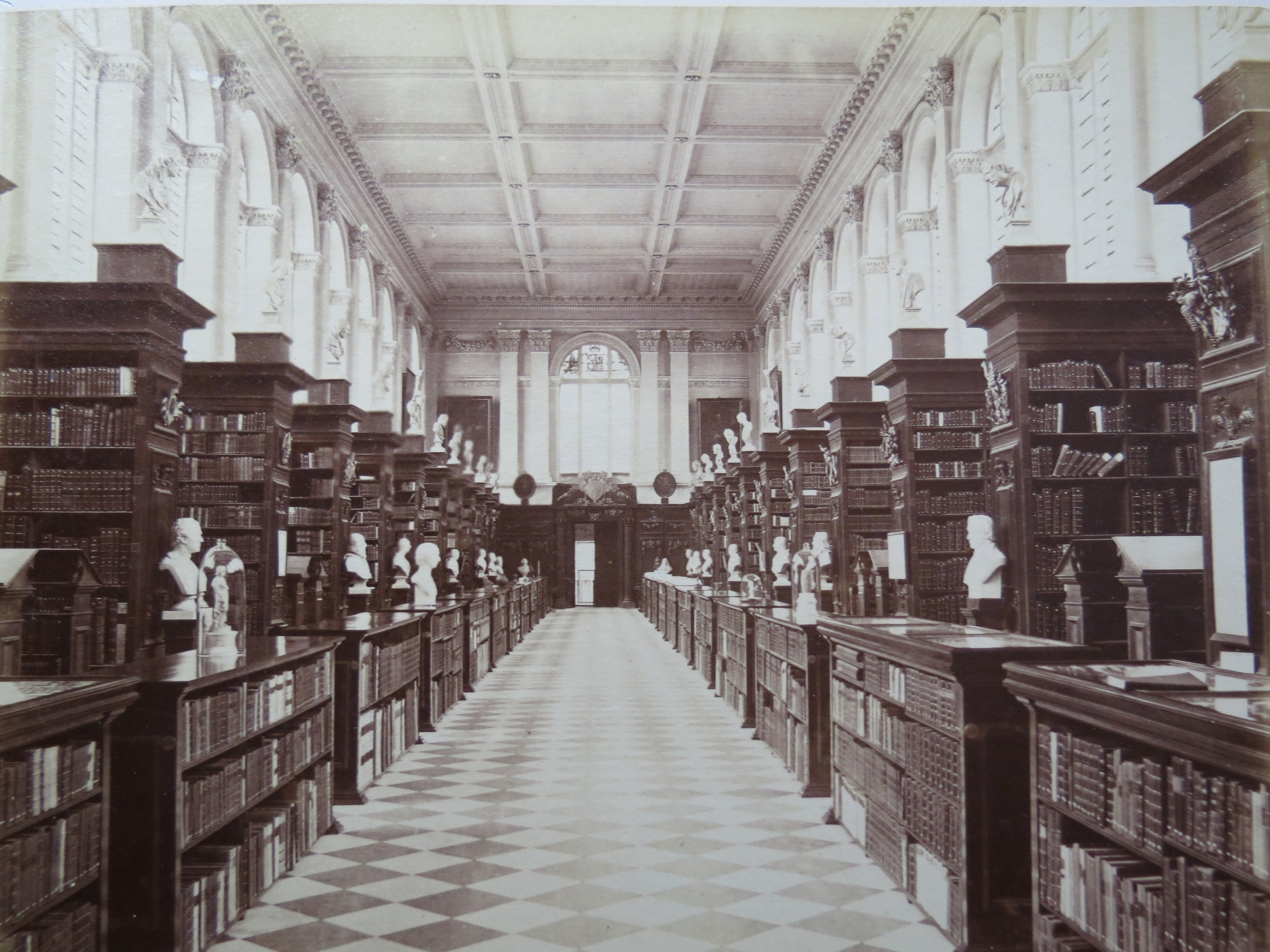
Collection de bustes de Roubillac à la Wren Library, Trinity College, Cambridge University, vers 1870.

Louis François Roubiliac est né et a été baptisé le 31 août 1702 en la paroisse Saint-Nizier de Lyon. Il est le fils de Pierre Roubiliac, marchand, et de Suzanne Barbier. Bien que le nom soit déformé par le prêtre en « Robilliard » ou « Robillard », le père signe nettement « Roubilliac ». Pierre Roubil(l)iac et Suzanne Barbier se sont mariés à Saint-Nizier le 20 novembre 1697. Ici, le nom du marié est écrit « Roubillac » dans l’acte, mais, plusieurs membres de la famille, témoins du mariage, signent tous clairement « Roubiliac ». 
Il semble s'être formé auprès du sculpteur baroque Balthasar Permoser à Dresde, puis de Nicolas Coustou à Paris. Il obtient en 1730 le second prix de Rome, décerné par l'Académie de Paris, puis, après un séjour à Rome au cours duquel il rencontre Arthur Pond, part vivre en Angleterre, peu avant 1735, date à laquelle il se marie à Londres. Il se convertit au protestantisme. Après avoir travaillé avec le sculpteur Henry Cheere, il ouvre son propre atelier londonien en 1740. En 1752, il entreprend un nouveau voyage en Italie en compagnie du peintre Thomas Hudson.
L'œuvre de Roubillac comprend surtout des portraits en pied et des bustes, en marbre, souvent dans le domaine de l'art funéraire. Parmi ses sculptures les plus connues, on peut citer ses monuments de l'abbaye de Westminster : Haendel, George Wade, le duc d'Argyll et le monument de Joseph et Elizabeth Nightingale (1761).
Les statues de George Ier de Grande-Bretagne, de Sir Isaac Newton et du duc de Somerset à Cambridge, tout comme la statue de George II de Grande-Bretagne à Golden Square (Londres), sont également de lui. Le Trinity College conserve une collection de ses bustes représentant des personnalités de cet établissement.
Le buste de Shakespeare, connu sous le nom de buste Davenant, qui appartient au Garrick Club, est attribué à Roubillac. La statue de Shakespeare, commandée à Roubillac par David Garrick et offerte par l'acteur à la nation anglaise, se trouve au British Museum ainsi que son buste d'Oliver Cromwell. Jonathan Tyers lui commande aussi une statue de Haendel pour ses jardins de Vauxhall (1738). L'œuvre est aujourd'hui conservée au Victoria & Albert Museum.